# Palomar de Arroyos
Palomar de Arroyos è un comune spagnolo di 246 abitanti situato nella comunità autonoma dell'Aragona.